# تشن جين لانغ
تشن جين لانغ (بالإنجليزية: Chen Jin Lang)‏ هو كاتب أغاني ومقدم تلفزيوني سنغافوري، ولد في 12 فبراير 1961 في سنغافورة، وتوفي بنفس المكان في 25 يوليو 2006.